# Nechajiwka (obwód czernihowski)
Nechajiwka (ukr. Нехаївка) – wieś na Ukrainie, w obwodzie czernihowskim, w rejonie nowogrodzkim, w hromadzie Korop. W 2024 liczyła 889 mieszkańców, wśród których 881 wskazało jako ojczysty język ukraiński, 8 rosyjski.